# 纳扎布
纳扎布（英文：Nadzab）是一个位于巴布亚新几内亚莫雷贝省境内马克汉姆山谷（Markham Valley）中的市镇。

## 历史
1910年左右在此地建立了一个路德教的传教站，纳扎布始建立。第二次世界大战期间，盟军伞兵突击队于1943年9月5日在纳扎布实施空降，史称纳扎布登陆（Landing at Nadzab）。
在纳扎布附近建设有莱城纳扎布机场，这是一个巴布亚新几内亚的国内区域性机场，支线航班可飞抵其国内其他航空点。